# Nowopokrowka (rejon czuhujewski)
Nowopokrowka (ukr. Новопокровка) – osiedle typu miejskiego na Ukrainie, w obwodzie charkowskim, w rejonie czuhujewskim, siedziba hromady. W 2001 liczyło 5027 mieszkańców, spośród których 378 wskazało jako ojczysty język ukraiński, 4647 rosyjski, a 2 inny.